# Michiel de Swaen
Michiel de Swaen, južnonizozemski (flamski) kirurg in pesnik, * 20. januar 1654, Dunkerque, Južna Nizozemska (danes Francija), † 3. maj 1707, Dunkerque. 
V 17. stoletju je bil De Swaen eden izmed najbolj znanih pesnikov na Flamskem. Leta 1687 je postal »princ« pesniškega krožka De Kersauwe; včlanjen je bil tudi v krožek Sint-Michiel v tedanjem mestu Duinkerke (današnji Dunkerque). Njegove pesmi so pogosto religiozne narave in odsevajo vpliv severnonizozemskih pesnikov Jacoba Catsa in Joosta van den Vondela. Poleg teh žanrskih pesmi je De Swaen pesnil tudi priložnostne pesmi in kratke komedije. Skupaj s pesnico Marijo Petyt in pisateljem muzikologom Edmondom de Coussemakerom je Michiel de Swaen eden najznamenitejših predstavnikov v zgodovini nizozemskega govornega področja v Franciji. 
Po njem je poimenovan francosko-flamski krožek »Michiel de Swaen« Arhivirano 2006-02-13 na Wayback Machine..

## Delo
- Catharina
- Mauritius
- Andronicus
- De gecroonde leersse (1688)
- De menschwording (1688)
- Het leven en de dood van Jesus Christus (1694)
- Neder-duitsche digtkonde of rym-konst (okoli 1702)
- De zedighe doot van Carel den Vijfden (okoli 1704)